# Ton Dreesmann
Anton Gerrit Josef Maria (Ton) Dreesmann (Nijmegen, 10 januari 1935 - 's-Hertogenbosch, 15 april 2004) was een Nederlands ondernemer en bestuurder. 
Na een opleiding economie aan de toenmalige Katholieke Economische Hogeschool (1959) was hij 30 jaar werkzaam in het familiebedrijf Vroom & Dreesmann (1959-1989). Hij was lid van de Dreesmann-familie en achterneef van een van de twee V&D-grondleggers: Anton Dreesmann (1854-1934). In 1992 werd Ton Dreesmann bestuurder bij Uitgeverij Audax in Gilze dat onder andere het moederbedrijf is van de firma AKO. Hij was bovendien voorzitter van de Stichting AKO Literatuurprijs.